# Societate civilă
Societatea civilă este ansamblul formelor de organizare care asigură "o solidaritate și o capacitate de reacție spontană a indivizilor și a grupurilor de indivizi față de deciziile statului și, mai în general, față de tot ce se petrece în viața de zi cu zi a țării."(Nicolae Manolescu)
Dicționarul "Dictionary.com's 21st Century Lexicon" definește societatea civilă ca 
1. totalitatea organizațiilor și instituțiilor non-guvernamentale care exprimă interesele și voința cetățenilor
2. indivizii și organizațiile din societate independente de guvern.

Conceptul de societate civilă a luat varii forme de-a lungul timpului. El a apărut la sfârșitul sec. XVIII și începutul sec. XIX, când teoreticienii filozofiei și ai politicii au început sa facă o distincție intre stat și restul societății, ca urmare a transformării societății medievale (strict ierarhice) în cea moderna (de indivizi liberi, reglementata de aparatul statului). La origine, conceptul de societate civilă includea toate sferele societății formate din cetățeni liberi, deci și pe cea economica.  Teoreticieni importanți ai conceptului au fost: Hegel, Marx, Gramsci.

## Descriere
Societatea civilă este organizata pe principiul voluntariatului, fiind independenta de autoritatile de stat. Unul din momentele principale când societatea civila se implica este cel al alegerilor electorale (educarea electoratului, observatori la alegeri). 
Noțiunea de "societate civilă" descrie forme asociative de tip apolitic și care nu sunt părți ale unei instituții fundamentale ale statului sau ale sectorului de afaceri. Astfel, organizațiile neguvernamentale - asociații sau fundații, sindicatele, uniunile patronale sunt actori ai societății civile, care intervin pe lângă factorii de decizie, pe lângă instituțiile statului de drept pentru a le influența, în sensul apărării drepturilor și intereselor grupurilor de cetățeni pe care îi reprezintă.
Cei mai multi oameni folosesc noțiunea de societate civilă în mod eronat sau restrictiv, referindu-se ori la noțiunea de civil (ca opus al celei de militar) ori numai la organizațiile neguvernamentale. Astfel, în ultimii ani s-a simțit nevoia unei completări aduse noțiunii, denumită acum sectorul nonprofit, sau cel de-al treilea sector al societății, unde primele două sunt instituțiile fundamentale ale statului și sectorul de afaceri.
Societatea civilă este cel mai simplu termen pentru a descrie un întreg sistem de structuri, care implică cetățeanul în diferitele sale ipostaze de membru într-o organizație neguvernamentală, într-un sindicat sau într-o organizație patronală.
Societatea civila este formată din cetățeni, asociați sub diferite forme, care au aceleași interese și care își dedică timpul, cunoștințele și experienta pentru a-și promova și apăra aceste drepturi și interese. 
Exemple de instituții ale societății civile:
- organizații nonguvernamentale (ONG-uri)
- organizații comunitare (engl.: Community-Based Organizations)
- asociații profesionale
- organizații politice
- cluburi civice
- sindicate
- organizații filantropice
- cluburi sociale și sportive
- instituții culturale
- organizații religioase
- mișcări ecologiste
- media

Societatea civilă descrie un întreg sistem de structuri, care permit cetățenilor noi roluri și relații sociale, prin diferite modalități de participare la viața publică.
Societatea modernă se structurează prin trei componente:
- componenta economică
- componenta politică (instituțiile fundamentale ale statului)
- componenta societății civile, sectorul fără scop lucrativ, care legitimează sau amendează celelate două componente.